# Giáo hoàng Pascalê II
Pascalê II (Latinh: Pascali II) là người kế nhiệm Giáo hoàng Urban II và là vị giáo hoàng thứ 160 của Giáo hội Công giáo.
Theo niên giám tòa thánh năm 1806 thì ông đắc cử Giáo hoàng năm 1099 và ở ngôi Giáo hoàng trong 18 năm 5 tháng 8 - 11 ngày. Niên giám tòa thánh năm 2003 xác định ông đắc cử Giáo hoàng vào ngày 13 tháng 8 năm 1099, ngày khai mạc chức vụ mục tử đoàn chiên chúa là ngày 14 tháng 8 và kết thúc triều đại ngày 21 tháng 1 năm 1118.
Giáo hoàng Pascal II sinh tại Bieda, Ravenna, Ý vào khoảng năm 1050 với tên thật là Raniero de Bieda. Do cuộc canh tân của Giáo hoàng Gregory VII, tục lệ trao nhẫn gậy dần dần biến tan chỉ mang ý nghĩa tượng trưng tại hai nước Pháp và Anh. Nhưng những người kế vị Henri IV còn nuôi tham vọng đó. Đức Pascal II nhất quyết không chấp nhận, ông tuyên bố thà bỏ hết mọi thái ấp, mọi quyền lợi trần gian.
Tại một công đồng ở Lateran ông lại ra vạ tuyệt thông Henry IV và Clement III, vì Clement tranh thủ sự trống ngôi đã trở lại Rôma. Ông phải đương đầu với Henry V, trong khi ông này truất phế cha mình là Henri IV.
Trong suốt triều Giáo hoàng của ông có những dòng hiệp sĩ khác nhau ra đời: Hiệp Sĩ Đền Thờ, Hiệp Sĩ Teutonic, Hiệp Sĩ Bệnh viện
Sự tranh chấp về quyền tối thượng giữa Giáo hoàng và hoàng đế Đức khiến ông bị đi đày. Vua Henry V tự đội vương miện, nắm giữ quyền phong chức các giám mục. Trong triều đại của ông rất hiện nhiều ngụy Giáo hoàng. Đó là các Giáo hoàng Theodoricus:1100, mất 1102; Albertus: 1102; và Sylvestrô: 18.11.1105 - 1111.